# ويليام هنري ستارك
ويليام هنري ستارك (بالإنجليزية: William Henry Stark)‏ هو شخصية أعمال أمريكي، ولد في 19 مارس 1851، وتوفي في 8 أكتوبر 1936.